# Tony van de Vorst

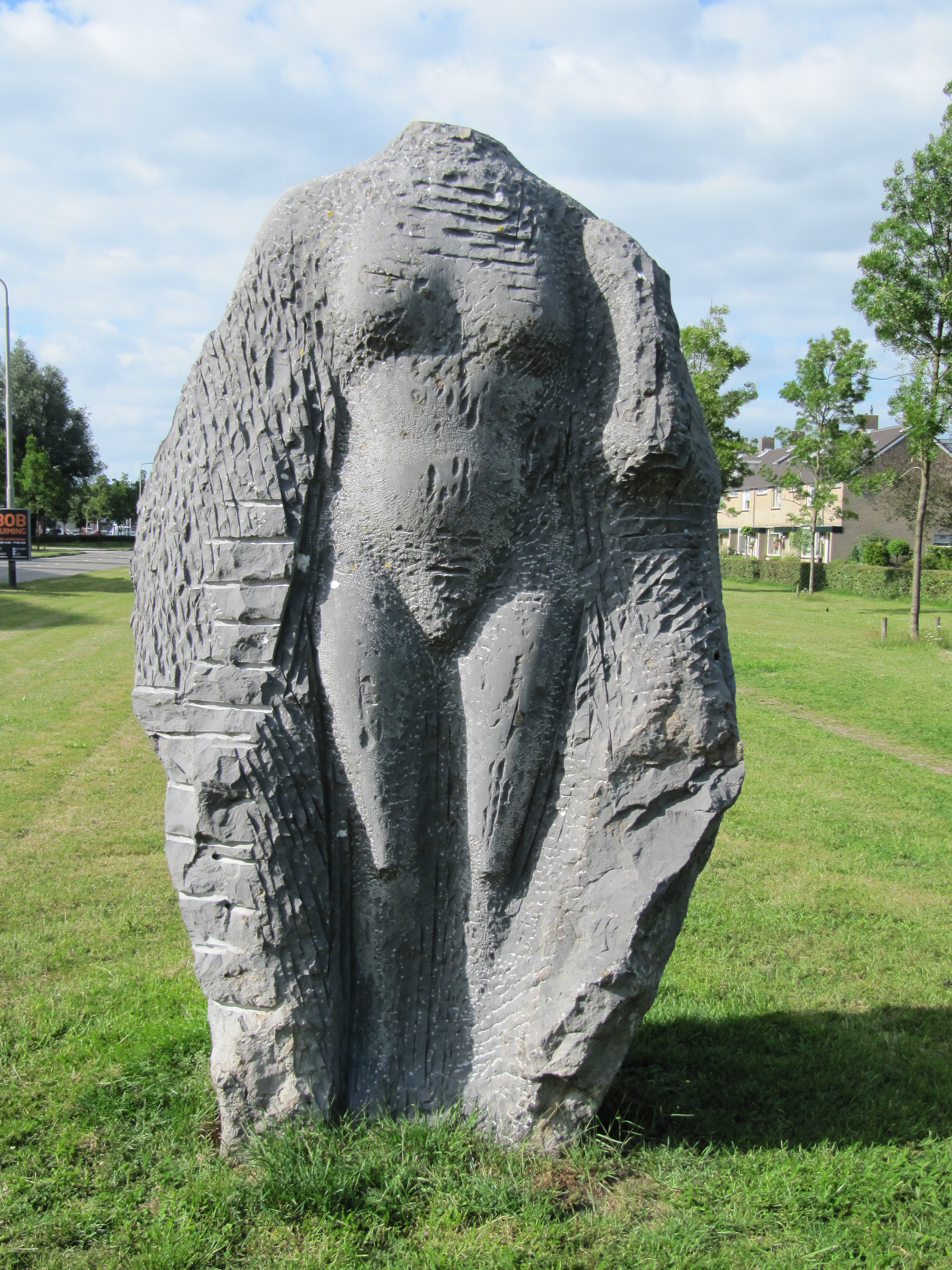
Noir de Deneé (1987), Amersfoort

Tony van de Vorst (Eindhoven, 1946) is een Nederlands beeldhouwer, tekenaar en voormalig academiedocent.

## Leven en werk
Van de Vorst studeerde aan de Academie voor Beeldende Vorming (1968-1970) in Tilburg en aan de Rijksakademie van beeldende kunsten (1970-1974) in Amsterdam, als leerling van Piet Esser, Paul Grégoire en Theresia van der Pant. Ze is getrouwd met fotograaf Fons Timmer .
Sinds 1974 werkt Van de Vorst als zelfstandig beeldhouwer. Ze maakt figuratieve beelden (portretten, dier- en figuurvoorstellingen en naakten) in gips, brons, hardsteen en marmer. Ze werd in haar werk beïnvloed door Alberto Giacometti, Henry Moore en Marino Marini. In 1981 publiceerde ze het boek Portret en figuur boetseren, dat werd uitgegeven door Cantecleer. Van de Vorst was als docent beeldhouwkunst verbonden aan de Gerrit Rietveld Academie (1985-2000). Bij een tentoonstelling in 2006 in museum Beelden aan Zee schreef directeur Jan Teeuwisse: "Het is de ongebruikelijke, onverwachte maar geslaagde combinatie van oeroud, fijnzinnig ambacht met een uitgewogen en groot gehouden compositie, een functioneel vertellend karakter én een opvallend kleurgebruik die het bijzondere en waardevolle oeuvre van Tony van de Vorst als uniek en welhaast provocerend hebben gepositioneerd in het hedendaagse kunstveld."

### Exposities
Van de Vorst had solo-exposities bij onder andere kunsthandel P.B. van Voorst van Beest (1982 t/m 1985, 1987 en 1996), Singer (1984), S.B.K. Amsterdam (1998) en museum Beelden aan Zee (2006), en verscheidene exposities met anderen, zoals in 1978 samen met Fioen Blaisse, Maja van Hall en Eja Siepman van den Berg in het Provinciehuis in Zwolle. In 1987 nam ze op uitnodiging van de gemeente Amersfoort deel aan een symposium in park Randenbroek, waarbij de beeldhouwers Kees Buckens, Hans Leutscher, Gerard van Rooy, Jerome Symons, Wim Tap, Jan Timmer, Mélanie de Vroom en Van de Vorst zes weken lang onder het toeziend oog van het publiek werkten. De geproduceerde werken, waaronder Van de Vorsts Noir de Deneé, werden door de gemeente aangekocht.

### Prijzen
In 1975 won Van de Vorst de Prix de Rome met haar ontwerp van een monument voor Breitner. In 1981 ontving ze een beurs van het ministerie van Welzijn, Volksgezondheid en Cultuur, waardoor ze een studiereis kon maken naar Toscane in Italië. Daar raakte ze onder meer onder de indruk van de kunst van de Etrusken. Ze keerde in de jaren daarna meerdere keren naar Italië terug.
In 2012 won de beeldhouwster de Sacha Tanja Penning. Wim Pijbes noemde haar oeuvre namens de jury "een van de meest herkenbare in de hedendaagse Nederlandse kunst. Haar werk is enerzijds poëtisch en anderzijds schatplichtig aan de vele bronnen die haar inspireren, antiek en modern. Geïnspireerd door de klassieke beeldhouwkunst weet zij als geen ander kleur op een treffende en expressieve manier te gebruiken in haar werk." Hij noemde haar van groot belang "voor de waardering van de hedendaagse figuratieve kunst in Nederland".

## Enkele werken
- 1971 De scheeper of Schaapsherder, Reusel.
- 1974 Kikker, Verhagenlaan in Emmeloord.
- 1982 Kinderen. Een replica van het beeldje en de bijbehorende studieschets werd door de AMRO Bank verstrekt aan rekeninghouders die minimaal f 2500 spaarden.[10]
- 1987 Noir de Deneé, Amersfoort.
- 1989 plaquette prof. dr. H. van Gelderen en portret prof.dr. G. Veeneklaas (1993) voor het Academisch Ziekenhuis Leiden.
- 1990 Heilige Birgitta, Vorstenburg, Museum Krona, Uden.
- 1991 portret van koningin Beatrix in opdracht van het Kabinet van de Koningin.
- 1995 portret van koningin Beatrix, collectie Ridderlijke Duitsche Orde, Balije van Utrecht.
- 1998 60-ste verjaardag van koningin Beatrix, jaarpenning in opdracht van de Vereniging voor Penningkunst.[11][12]
- 1999 buste Hub van Doorne, gemeentehuis Deurne.
- 2006 portret van prinses Máxima, collectie museum Beelden aan Zee. Het beeld werd door Máxima zelf onthuld.[13]
- 2014 Vriendinnen, onderdeel van de Beeldengalerij P. Struycken in Den Haag.
- 2016 buste van koning Willem-Alexander, gemeentehuis Deurne.

## Galerij

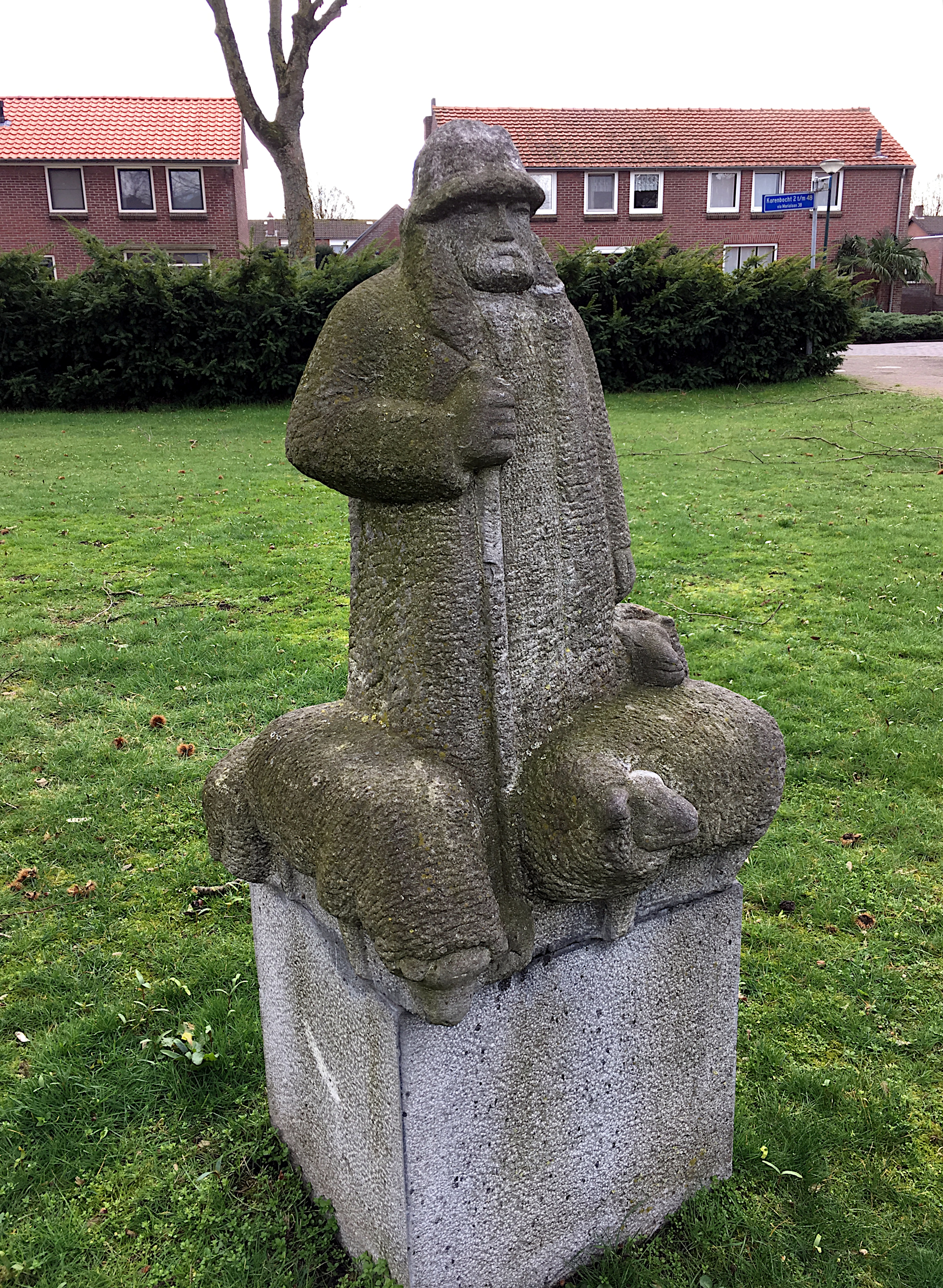
De scheeper (1971)
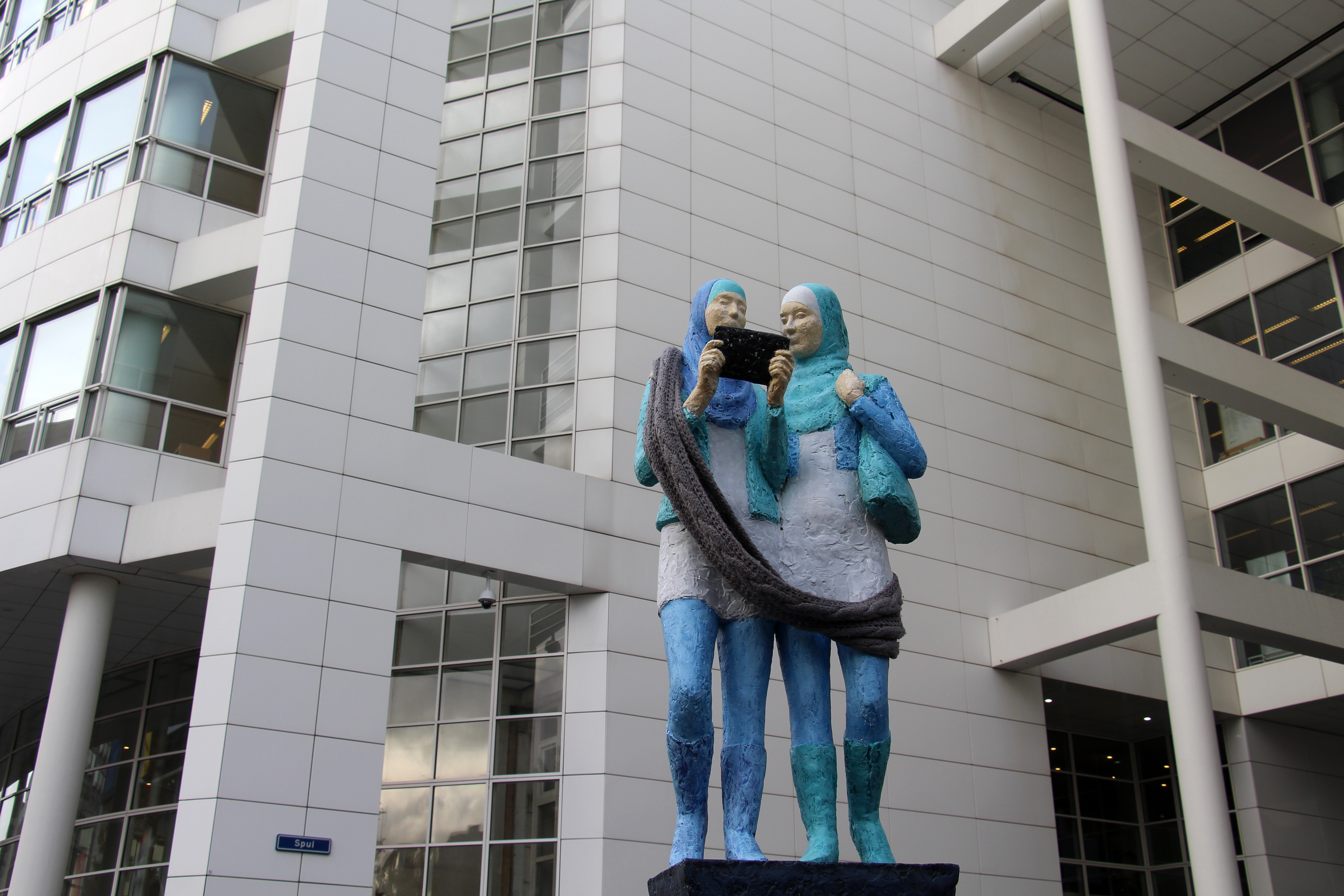
Vriendinnen (2014)
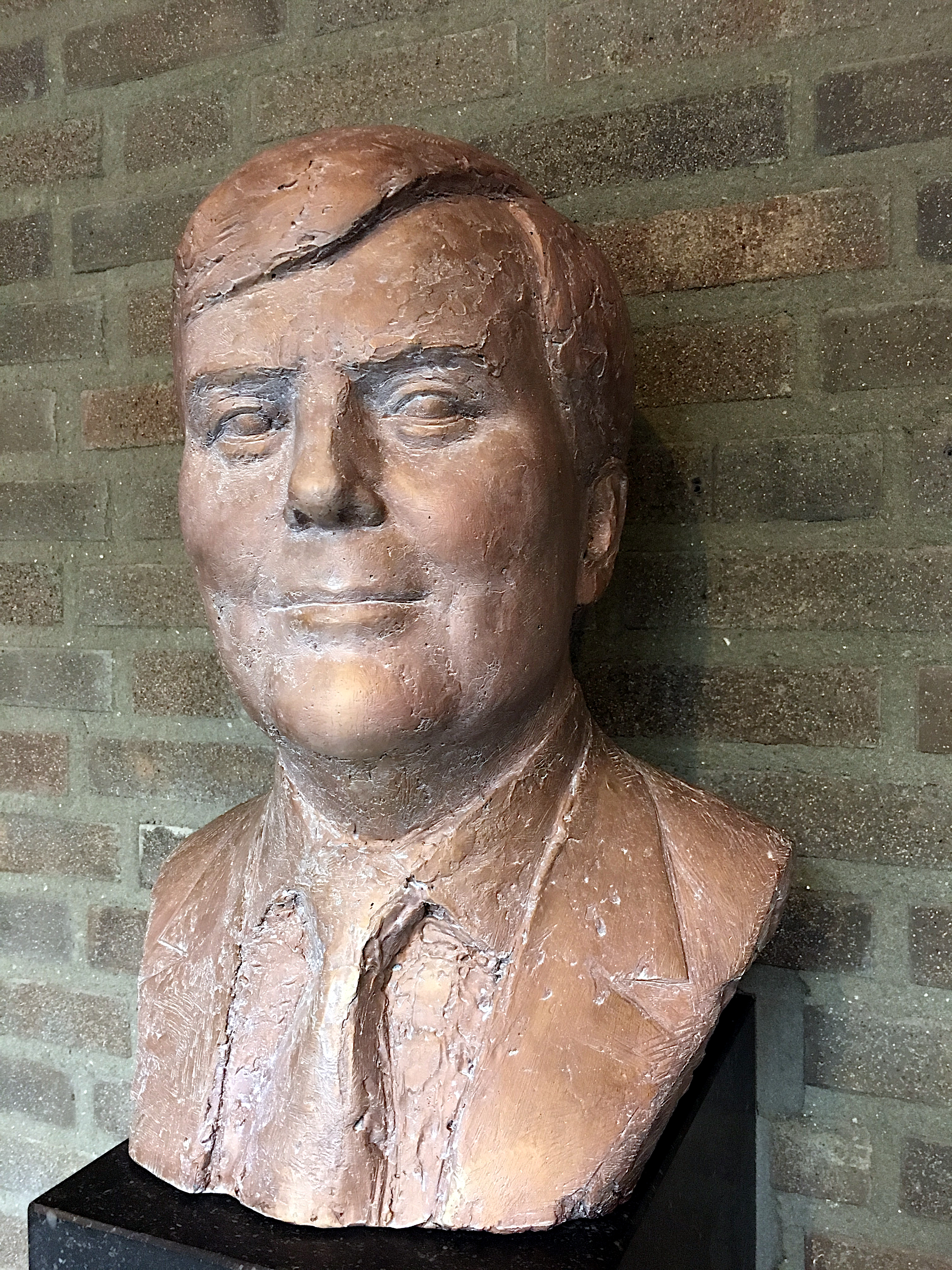
buste Willem-Alexander (2016)